# جيمس غراهام رامزي
جيمس غراهام رامزي (بالإنجليزية: James Graham Ramsay)‏ هو سياسي أمريكي، ولد في 1 مارس 1823 بمقاطعة آيرديل في الولايات المتحدة، وتوفي في 10 يناير 1903. حزبياً، نشط في الحزب الجمهوري. وقد انتخب عضو مجلس ولاية كارولاينا الشمالية.